# ريو غراندي فالي فايبرز
ريو غراندي فالي فايبرز هو فريق كرة سلة أمريكي أٌسس عام 2007. يلعب الفريق في دوري الرابطة الوطنية لفئة التطوير.